# 3D Movie Maker
3D Movie Maker es un programa que fue creado por la filial "Microsoft Kids" de Microsoft en el año 1995. Este programa fue sacado en el mercado para dar a conocer la capacidad de visualización de personajes en 3D en entornos preconfeccionados con la capacidad de añadir acciones, efectos de sonido,música, texto, voz y efectos especiales.
Los formatos en los que trabaja el programa son en ".3mm y .vmm", además este formato en su última versión de 3D Movie Maker promueve programas de Nickelodeon Movie Maker 3D, algunos son Rocko, Ren y Stimpy y Monstruos reales. En Japón, este programa fue lanzado en 3DMM para personajes de manga populares en el lugar como Doraemon que es una serie de anime.
El personaje McZee de dicho programa proporciona ayuda a través del estudio, mientras que su asistente Melanie ofrece varios tutoriales. En Nickelodeon 3D Movie Maker, el usuario es guiado por Stick Stickly.

## Función
3D Movie Maker se basa en el programa BRender, un motor de gráficos 3D creado por Argonaut Software. Los modelos y los fondos fueron creados por prerendered Illumin8 Pictures Digital, este estudio utilizó modelos SoftImage software para los gráficos aunque dicho estudio gráfico ya no existe.
Las secuencias cinemáticas introducción y ayuda fueron creados por las producciones de Jarnigoine, una compañía de producción ahora inactiva dirigida por Jean-Jacques Tremblay
Los requisitos del sistema para 3D Movie Maker son:
Windows 95 (o Microsoft Windows NT versión 3.51 o posterior)
256 colores o superior
486 SX / 50 MHz o mejor
12 MB de espacio disponible en disco duro
8 MB de memoria (RAM)
16-bit tarjeta de sonido, más altavoces o auriculares (micrófono que se recomienda)

## Creación de películas
La creación de animaciones en 3D Movie Maker es un proceso sencillo. Por defecto, existen 40 actores disponibles, cada uno con cuatro trajes diferentes y una serie de acciones, así como 20 accesorios diferentes. El usuario cuenta con once escenas disponibles, cada uno con varios ángulos de cámara diferentes, además contienen voz y música, pero las voces extra puede ser grabadas usando un micrófono.
La forma en que se hacen las películas en 3D Movie Maker es con posiciones diversas de los personajes y objetos en cada fotograma. Se mueve alrededor de los 6 a 8 fotogramas por segundo. Las películas creadas en 3D Movie Maker solo pueden ser vistas en este programa, sin embargo pueden convertirse a vídeo.
3D Movie Maker ha sido descontinuado desde hace ocho años. De todos modos, sin embargo muchas de estas ediciones aún existen, entre ellas están:
3DMM Animation Pro: (2002) liga los movimientos del ratón al teclado, permitiendo a los directores crear movimientos más fluidos en la pantalla.
Doraemon Expansion Pack: Este pack, basado en el personaje japonés del mismo nombre, fue sólo lanzado para Japón.
3DMM Expansion Pack 3DMM: (2003) Un usuario creó un parche para el programa, que introdujo por primera vez nuevas texturas, actores y objetos desde el lanzamiento del software.
Virtual 3D Movie Maker (V3DMM): (2004) Un programa de manejo de expansión que permite a los usuarios incluir su propia expansiones personalizadas de sus películas y les permite distribuirlos libremente.
7gen: (2005) Una interfaz gráfica de usuario para la creación de expansiones V3DMM.
3DMM Pencil++ 2: Un programa editar los archivos de dato de 3D Movie Maker, permitiendo a los usuarios editar expansiones.
Nickelodeon Expansion Pack: Un pack de expansión no oficial que añade a todos los actores, objetos, texturas, escenas y sonidos de Nickelodeon 3D Movie Maker.

## Revista de Movie Maker
Movie Maker también ahora es una revista que surgió en Estados Unidos en el centro de arte y negocio, esta revista surgió con la finalidad de dar a conocer a los usuarios la forma de hacer películas independientes.
Esta revista de Movie y Maker fue idea de Timothy Rhys (1993), el realizó una publicación regional en Seattle, sin embargo con el tiempo esta revista alcanzó a tener más o menos 14.000 inscritos por lo que ahora es popular entre la comunidad estadounidense.
La revista de Movie Maker se encuentra orientada o comúnmente designada a los cineastas independientes.
La revista de Movie y Maker toca temas de interés como:
•	Técnicas para realizar películas
•	Tecnología en nuevos productos
•	Discusión de cine independiente contemporáneo y estudio de películas en movie maker, así como clásicos.